# Microscopi d'ions

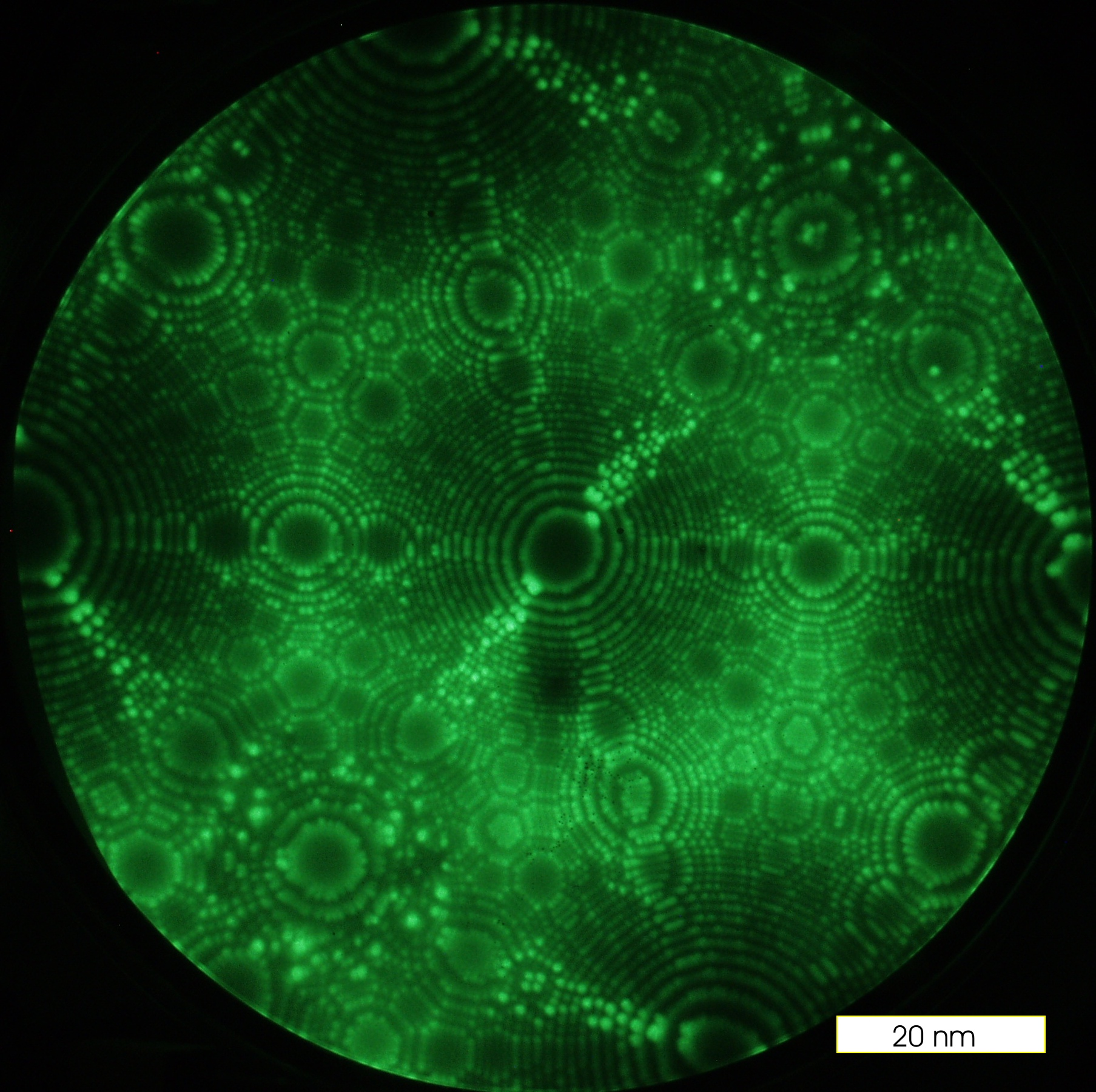
Imatges obtingudes al microscopi de ions amb un càtode de tungstè. El sistema mostra la localització de taques en la vora d'àtoms individuals. La disposició anul·lar dels punts és una foto d'una xarxa cúbica en una superfície esfèrica

Diagrama de microscòpia de ions

La microscòpia d'ions en camp (FIM) és una tècnica analítica emprada en ciència de materials. El microscopi de ions en camp és una varietat de microscopi que es pot usar per visualitzar l'ordenació dels àtoms que formen la superfície de la punta afilada d'una agulla de metall. Va ser la primera tècnica amb la qual es va aconseguir resoldre espacialment àtoms individuals. La tècnica va ser desenvolupada per Erwin Müller. El 1951 es van publicar per primera vegada imatges d'estructures atòmiques de tungstè a la revista Zeitschrift für Physik.
A la FIM, es produeix una agulla afilada de metall i es col·loca en una cambra d'ultra alt buit, que després s'omple amb un gas visualitzador com l'heli o el neó. L'agulla es refreda fins a aconseguir temperatures criogèniques (20-100 K). Després s'aplica sobre la punta un voltatge positiu que va de 5.000 a 10.000 volts.
Els àtoms de gas absorbits per la punta es veuen ionitzats pel fort camp elèctric que existeix en la seva proximitat. La curvatura de la superfície propera a la punta provoca una magnetització natural, els ions són repel·lits bruscament en direcció perpendicular a la superfície (un efecte de "projecció de punt"). Es col·loca un detector de manera que pugui recollir aquests ions repel·lits, i la imatge formada per tots els ions repel·lits pot tenir la resolució suficient com per mostrar àtoms individuals en la superfície de la punta.
Al contrari que en els microscopis convencionals, on la resolució espacial es veu limitada per la longitud d'ona de les partícules emprades en la visualització, el microscopi basat en FIM funciona per projecció i aconsegueix resolucions atòmiques, amb una magnificació aproximada d'uns pocs milions d'augments.